# Пумпутис, Кайо
Кайо Родригес Пумпутис (порт. Caio Rodrigues Pumputis; род. 8 января 1999, Сан-Паулу) — бразильский пловец, бронзовый призёр чемпионата мира 2024 года на короткой воде, серебряный призёр Панамериканских игр 2019 года. Участник летних Олимпийских игр 2020 года.

## Карьера
На Панамериканских играх 2019 года, проходивших в Лиме, Пумпутис выступал с травмой паха, которая значительно повлияла на его общие результаты, однако бразилец сумел завоевать серебряную медаль в заплыве на 200 метров комплексным плаванием. а также занял 11-е место в заплыве на 200 метров брассом.
На летних Олимпийских играх в 2021 году, в Токио, Кайо на дистанции 200 метров комплексным плаванием стал 19-м, а на дистанции 100 метров брассом был 34-м.
В ходе чемпионата мира 2024 года на короткой воде, который состоялся в Будапеште, бразилец трижды побил южноамериканский рекорд в комплексном плавании на 100 метров и завоевал бронзовую медаль, свою первую на чемпионатах мира.